# Eilema uniola
Eilema uniola és una espècie de papallona nocturna de la subfamília Arctiinae i la família Erebidae.

## Distribució
Es troba al Magrib, Portugal, Espanya, França i Itàlia.

## Hàbitat
Garrigues, llocs calents i secs.

## Biologia
És una espècies univoltina.
L'imago vola de juliol a setembre.
La larva s'alimenta de líquens.

## Galeria

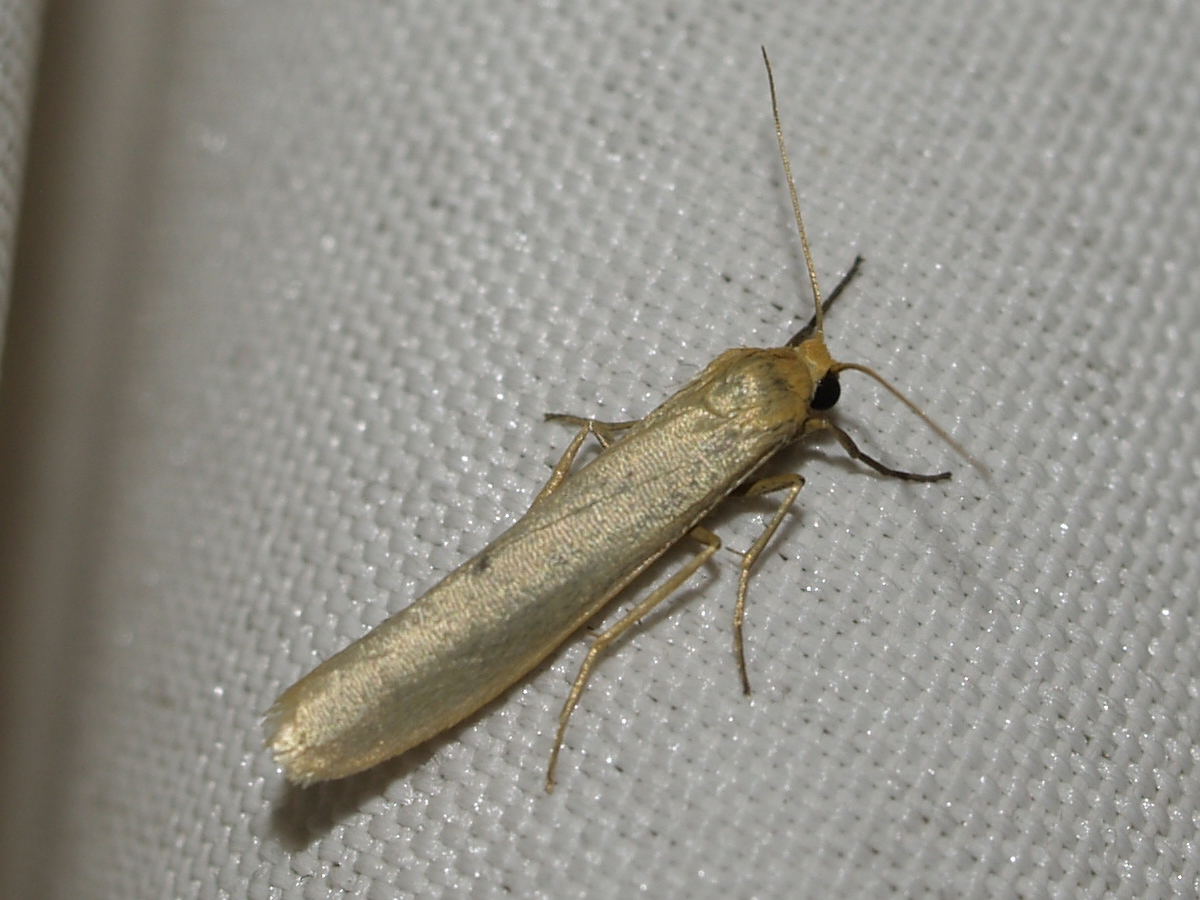
Eilema uniola
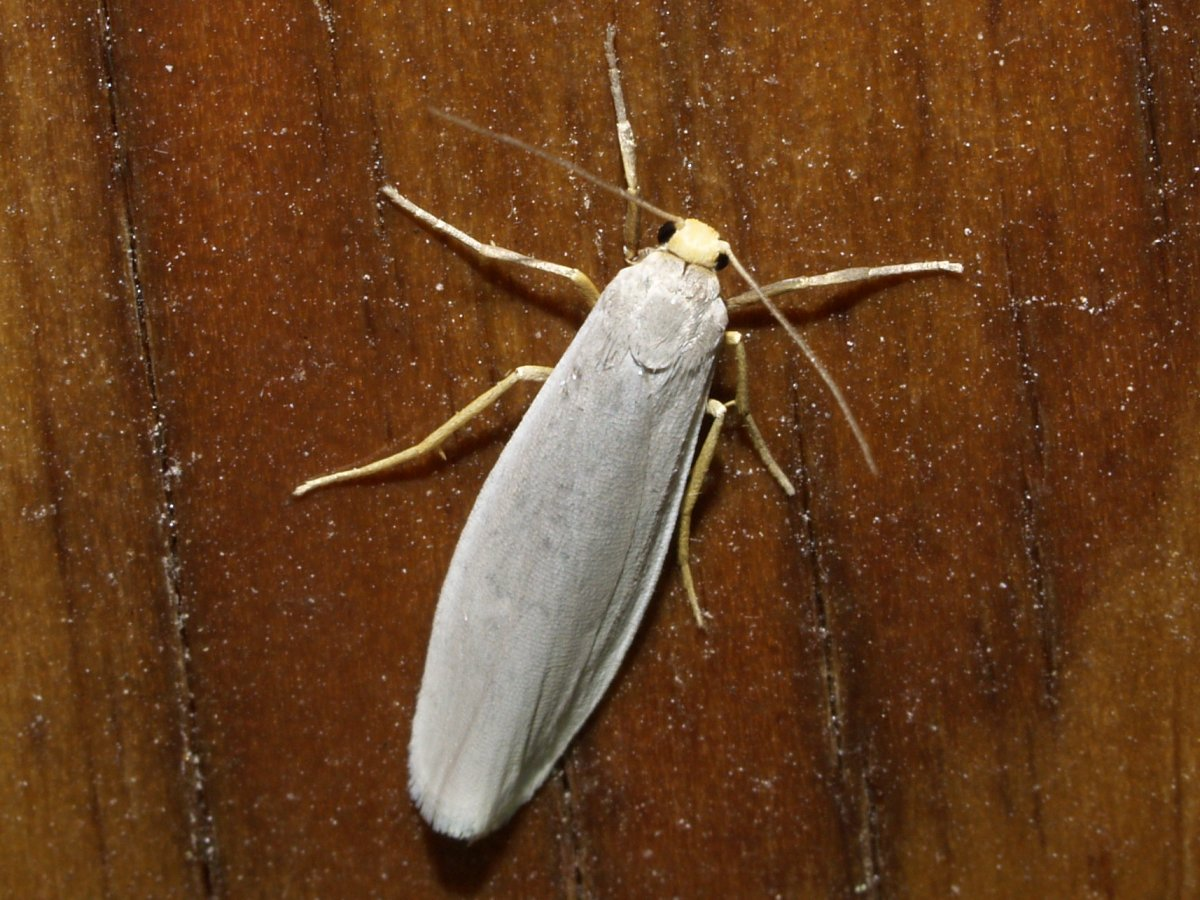
Eilema uniola
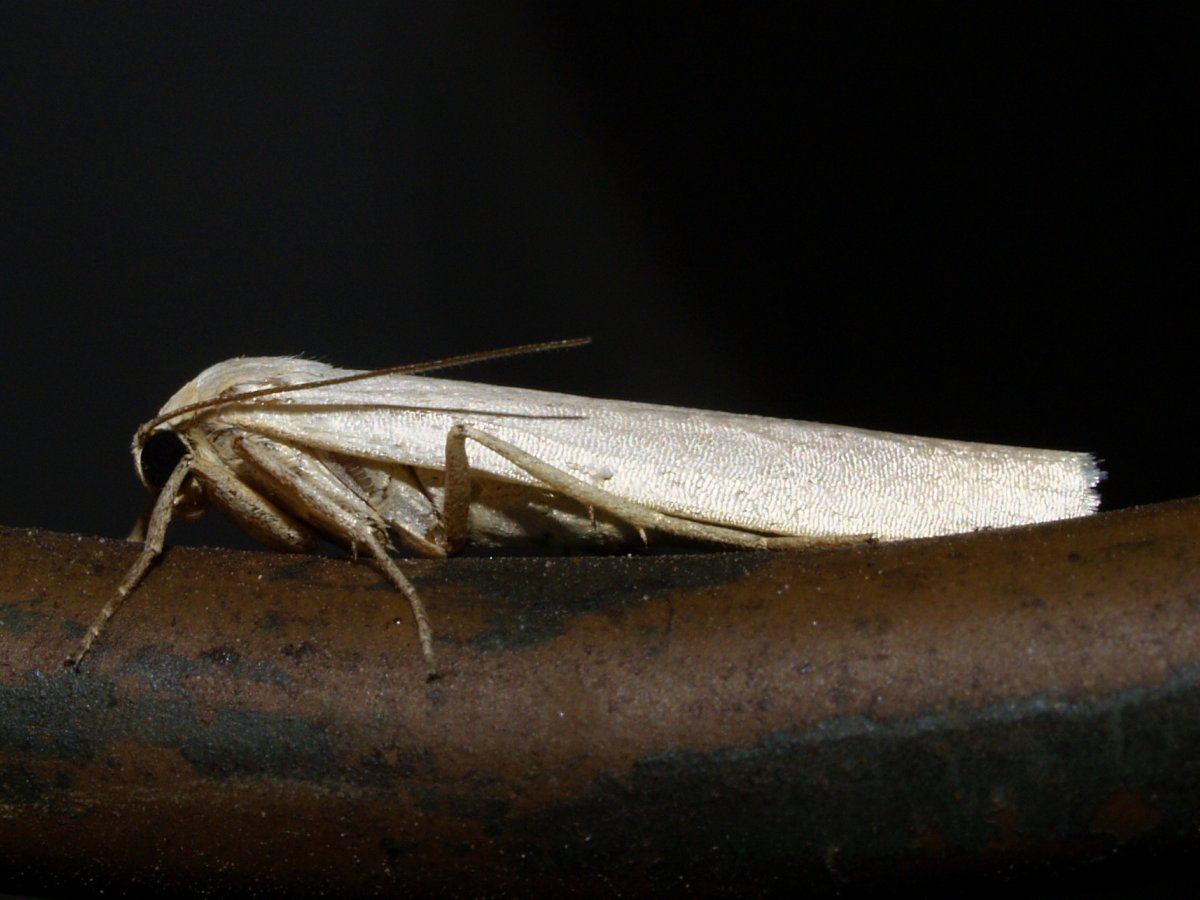
Eilema uniola